# Francis Carpenter
Francis Carpenter (Glenwood Springs, 9 maggio 1910 – Santa Maria, 18 maggio 1973) è stato un attore statunitense del cinema muto, attivo come attore bambino dal 1914 al 1923 (tra i 4 e i 13 anni di età).

## Biografia
Nato a Glenwood Springs in Colorado nel 1910, Francis Willburm Keef esordì come attore bambino a 4 anni, nel 1914, con il nome d'arte di Francis Carpenter. Il suo primo film, The Dream Ship, fu un cortometraggio prodotto dalla American Film Manufacturing Company.
Nel corso della sua carriera, dal 1914 al 1923, Carpenter girò un totale di 29 pellicole. Assieme a Beulah Burns, Lloyd Perl, Carmen De Rue, Georgie Stone, Ninon Fovieri e Violet Radcliffe forma un'affiatata compagnia di attori bambini ("The Triangle Kids"), protagonisti di una serie di film prodotti dalla Fine Arts Film Company e distribuiti dalla Triangle Distribution. Di quel gruppo, Carpenter è tra coloro la cui carriera cinematografica è la più intensa e duratura. Nel 1917-18 i registi Chester M. Franklin e Sidney Franklin gli affidano il ruolo di protagonista assieme a Virginia Lee Corbin in una serie di cinque lungometraggi realizzati per la Fox Film Corporation, in cui i ruoli principali erano interpretati da attori bambini: Jack and the Beanstalk (1917), Aladino e la lampada magica (1917), The Babes in the Woods (1917), L'isola del tesoro (1918), e Fan Fan (1918).
Terminata l'esperienza di attore bambino, la vita di Francis Carpenter si svolge lontano dal mondo del cinema. Muore a Santa Maria (California) nel 1973, all'età di 63 anni.

## Riconoscimenti
- Young Hollywood Hall of Fame (1908-1919)

## Filmografia

### Cortometraggi
- The Dream Ship, regia di Harry A. Pollard - cortometraggio (1914)
- The Baby, regia di Sidney Franklin e Chester M. Franklin - cortometraggio (1915)
- Dirty Face Dan, regia di Chester M. Franklin e Sidney Franklin (1915)
- Hearts and Flowers, regia di George Siegmann (1915)
- A Schoolhouse Scandal, regia di Edward F. Cline (1919)

### Lungometraggi
- The Commanding Officer, regia di Allan Dwan (1915)
- Old Heidelberg, regia di John Emerson (1915)
- I sette angeli di Ketty (Let Katie Do It), regia di C.M. Franklin e S.A. Franklin (1916)
- Martha's Vindication, regia di Sidney Franklin e Chester M. Franklin (1916)
- The Children in the House, regia di Sidney Franklin e Chester M. Franklin (1916)
- Macbeth, regia di John Emerson (1916)
- Amore malvagio (Going Straight), regia di Sidney Franklin e Chester M. Franklin (1916)
- The Little School Ma'am, regia di Sidney Franklin e Chester M. Franklin (1916)
- The Patriot, regia di William S. Hart (1916)
- Gretchen the Greenhorn, regia di Sidney Franklin e Chester M. Franklin (1916)
- Intolerance, regia di D.W. Griffith (1916)
- A Sister of Six, regia di Sidney Franklin e Chester M. Franklin (1916)
- Cheerful Givers, regia di Paul Powell (1917)
- Jack and the Beanstalk, regia di Sidney Franklin e Chester M. Franklin (1917)
- Aladino e la lampada magica (Aladdin and the Wonderful Lamp), regia di Sidney Franklin e Chester M. Franklin (1917)
- Hänsel e Gretel (The Babes in the Woods), regia di Sidney Franklin e Chester M. Franklin (1917)
- L'isola del tesoro (Treasure Island), regia di Sidney Franklin e Chester M. Franklin (1917)
- The Girl with the Champagne Eyes, regia di Chester M. Franklin (1918)
- Sangue bleu (True Blue), regia di Frank Lloyd (1918)
- Fan Fan, regia di Sidney Franklin e Chester M. Franklin (1918)
- The Forbidden Room, regia di Lynn Reynolds (1919)
- Rip van Winkle, regia di Edward Ludwig (1921)
- The Infamous Miss Revell, regia di Dallas M. Fitzgerald (1921)
- The Lone Star Ranger, regia di Lambert Hillyer (1923)